# Nonoxynol-9
Le nonoxynol-9, parfois abrégé N-9, est un composé organique utilisé comme tensioactif. C'est un membre de la famille des nonoxynols (en). N-9 et les composés apparentés sont utilisés dans plusieurs produits de nettoyage et cosmétiques. Il a été utilisé comme contraceptif pour ses propriétés spermicides mais il l'est de moins en moins depuis les années 2000 après que plusieurs études ont montré son rôle dans l'augmentation des infections sexuellement transmissibles, y compris le VIH, et son rôle toxique sur la flore vaginale.

## Utilisations

### Spermicide
En tant que spermicide il attaque la membrane de l'acrosome des spermatozoïdes, les immobilisant. Le nonoxynol-9 a été le principe actif de la plupart des crèmes, gels, films ou suppositoires spermicides.
Une étude de 2004 montre que, sur une période de six mois, le taux d'échec pour cinq contraceptifs vaginaux à base de nonoxynol-9 (film, suppositoires et gels en trois concentrations différentes) est de 10 à 20 %.

### Préservatifs et lubrifiants
De nombreux modèles de préservatifs étaient lubrifiés avec des solutions contenant du nonoxynol-9. Il était censé être une méthode de secours pour éviter une grossesse et comme microbicide contre les maladies sexuellement transmissibles (en) dans le cas d'un problème avec le préservatif. En effet, in vitro, le nonoxynol-9 montre des propriétés bactéricides, détruit les spermatozoïdes et détruit également le virus VIH. Cependant, son utilisation in vivo est très différente. Des études ont montré que non seulement le nonoxynol-9 provoquait des irritations vaginales et/ou anales, ce qui augmente le risque d'infection par des agents pathogènes, mais également qu'il avait tendance à augmenter, même sans irritation, la perméabilité de la muqueuse anale notamment au VIH. Ceci lui a même valu un message d'alerte de la part du CDC américain. Il a fallu attendre décembre 2007 pour que la Food and Drug Administration américaine émette également un bulletin d'alerte.
Par la suite, de nombreux fabricants de préservatifs et de lubrifiants ont supprimé l'utilisation de ce composé. Par exemple, B. Cummings Company a commercialisé une nouvelle version de son lubrifiant phare "Elbow Grease" (non-compatible avec les préservatifs) sous la forme de l'"Elbow Grease Light" en 2009.

### Barrières cervicales
Presque toutes les marques de gels pour diaphragmes contiennent du nonoxynol-9 comme principe actif. Ce gel peut aussi être utilisé pour les capes cervicales. La plupart des éponges contraceptive contiennent du nonoxynol-9.

### Mousse à raser
Le nonoxynol-9 est parfois utilisé dans les mousses à raser pour ses propriétés d'agent tensio-actif non ionique. Il aide à décomposer les huiles cutanées qui protègent normalement les poils de l'humidité, poils qui deviennent alors humides et plus simples à raser.

### Baumes chauffant
Le nonoxynol-9 est également trouvé dans Vanishing Scent de Bengué comme ingrédient inactif.

## Effets secondaires
De 1996 à 2000, une étude de l'ONU menée dans plusieurs lieux en Afrique a suivi plus de 1000 travailleurs du sexe qui utilisaient des gels à base de nonoxynol-9 ou un placebo. Le nombre de personnes infectées par le virus du SIDA était 50 % supérieur parmi les utilisateurs de nonoxynol-9 ; les personnes utilisant le nonoxynol-9 avaient également une incidence plus élevée de lésions vaginales, ce qui a pu augmenter le risque de contamination. Bien que ces résultats ne puissent être appliqués à une utilisation occasionnelle dunonoxynol-9, la plupart des agences de santé ont recommandé aux femmes exposées au risque de contamination du SIDA de ne plus utiliser de nonoxynol-9. L'OMS note également que le « nonoxynol-9 n'offre aucune protection contre les infections sexuellement transmissibles comme la gonorrhée ou la chlamydiose. »
Par ailleurs le nonosynol-9 est toxique pour la flore vaginale, et facilite, en raison des déséquilibres qu'il cause, l'apparition de vaginites.
L'usage régulier du nonoxynol-9 semble également augmenter le risque d'infection au papillomavirus humain qui peut causer le cancer du col utérin,.